# أحمد سيف (لاعب سنوكر)
أحمد سيف (1 يناير 1983) لاعب سنوكر محترف قطري سابق ويعتبر أول لاعب سنوكر محترف من قطر.

## روابط خارجية
- أحمد سيف على موقع CueTracker.net (الإنجليزية)
- أحمد سيف على موقع بطولة العالم للسنوكر (الإنجليزية)